# Yeşilova, Pehlivanköy
Yeşilova là một xã thuộc huyện Pehlivanköy, tỉnh Kırklareli, Thổ Nhĩ Kỳ. Dân số thời điểm năm 2011 là 471 người.